# Concordia Sagittaria
Concordia Sagittaria es una comuna italiana en la ciudad metropolitana de Venecia en la región de Veneto de Italia . con 10.759 habitantes.
Fue fundada con el nombre de Iulia Concordia en el 42  por los romanos en el lugar donde la Via Annia y Via Postumia se cruzaban.
Incluye varias ruinas: baños termales, viviendas, necrópolis, un teatro, un foro, un puente, así como obras de arte antiguas: estatuas, sarcófagos, ánforas, mosaicos, monedas, cerámicas, urnas funerarias y reloj de sol. Estos objetos fueron desenterrados durante las excavaciones en 1870 y varios se encuentran en exhibición en un museo en Portogruaro.

## Evolución demográfica
| Gráfica de evolución demográfica de Concordia Sagittaria entre 1861 y 2001 |
|                                                                            |
| Fuente ISTAT - elaboración gráfica de Wikipedia                            |